# Creme 21 (Band)
Creme 21 war eine deutschsprachige Popband aus Frankfurt am Main, welche von 1994 bis 1999 bei Sony unter Vertrag stand.

## Geschichte
Gründungsmitglieder waren Udo Selber und Michael Scheuber, die bereits seit 1992 als Fab Too einen Vertrag bei EMI hatten. 1994 formierten sie mit Christoph Schirmer und Soosoo Sunbeam die Formation Creme 21, angelehnt an den Produktnamen Creme 21, einer Hautcreme aus den 1970er Jahren.
Den größten Charterfolg hatte die Band im Sommer 1996 mit der Coverversion von Rudi Carrells Wann wird's mal wieder richtig Sommer? (im Original City Of New Orleans von Steve Goodman). Carrell hatte in dem dazugehörigen Videoclip einen Gastauftritt. Singles aus dem ersten Album Creme 21 waren Traumfrau, Ich mag Tiere und Liebe in den Neunzigern, aus der Wiederveröffentlichung 30% mehr zusätzlich Wann wird's mal wieder richtig Sommer? und eine neue Version von Traumfrau. Sie steuerten auch zum preisgekrönten ZDF-Mehrteiler Lukas den Hauptklang bei.
Das zweite Album hieß Zu Gast bei der BBC und enthielt neben der BAP-Coverversion Verdammt lang her auch Stereo im Radio und Ich bleib heut lieber zu Haus. 1998 spielten Creme 21 als Support der großen Pur-Open-Air-Tour. Als Tourkeyboarder stieß Matthias Vogt zur Band. 1999 löste sich die Band auf. Udo Selber und Michael Scheuber gründeten im selben Jahr die kurzlebige Formation Chelsea und landeten im Sommer 2000 mit dem Titel (Have You Seen) Jennifer Adams einen Airplay-Hit.

## Diskografie

### Studioalben
- 1995: Creme 21
- 1996: 30% mehr (Wiederveröffentlichung des Debütalbums, inkl. Bonustracks)
- 1997: Zu Gast bei der BBC

### Singles und EPs
- 1995: Traumfrau
- 1995: Ich mag Tiere
- 1996: Liebe in den Neunzigern
- 1996: Wann wird’s mal wieder richtig Sommer
- 1996: Traumfrau (neue Version)
- 1997: Verdammt lang her
- 1997: Ich bleib heut lieber zu Haus
- 1997: Stereo im Radio